# Segundo gobierno de Rómulo Betancourt
El segundo gobierno de Rómulo Betancourt inició después de ganar las elecciones generales de Venezuela de 1958 por Acción Democrática (AD), las primeras tras la dictadura militar, ocupando la presidencia de Venezuela desde el 13 de febrero de 1959 hasta el 13 de marzo de 1964.
Betancourt comenzó su presidencia como un político moderado, intentando evitar los errores de su primera presidencia durante el Trienio Adeco y gobernando tras haber sellado el pacto de Puntofijo con Copei y la URD.
Su política legislativa contó con la mayoría absoluta en el Congreso Nacional con su partido, AD, y desde donde se estableció la constitución de 1961, que regresaba a una similar a la de 1947.
La política de defensa de Betancourt vio la promoción de la Ley Orgánica de las Fuerzas Armadas, que declaró la subordinación de los militares al poder civil. El mandato de Betancourt vio la escisión del Movimiento de Izquierda Revolucionaria (MIR) de Acción Democrática en 1960, varias rebeliones militares breves y el desarrollo de un movimiento guerrillero que incluía a las Fuerzas Armadas de Liberación Nacional (FALN) financiadas por el gobierno de Fidel Castro, así como la proscripción del Partido Comunista y el MIR en 1962.
Hubo una recesión económica durante la mayor parte de su presidencia, tras desencuentros con Estados Unidos, y que se estabilizó gradualmente hacia el final de su mandato.
La política agraria contó con una amplia reforma agraria, con tierras en gran parte de latifundios privados expropiados redistribuidos a unas 200.000 familias.
En política exterior destacó la fundación de la OPEP junto a cuatro países del Medio Oriente y la llamada doctrina Betancourt en la que Venezuela no reconocería un gobierno dictatorial en ningún lugar, rompiendo relaciones con Cuba y la Unión Soviética. Betancourt sobrevivió a un intento de asesinato el 24 de junio de 1960, atribuido al dictador de la República Dominicana Rafael Leónidas Trujillo.
Tras las elecciones presidenciales, el presidente Betancourt le entregó el poder a su compañero Raúl Leoni en 1964, dando continuidad al proyecto adeco en la nación por los diez primeros años de la etapa conocida como Puntofijismo.

## Gabinete

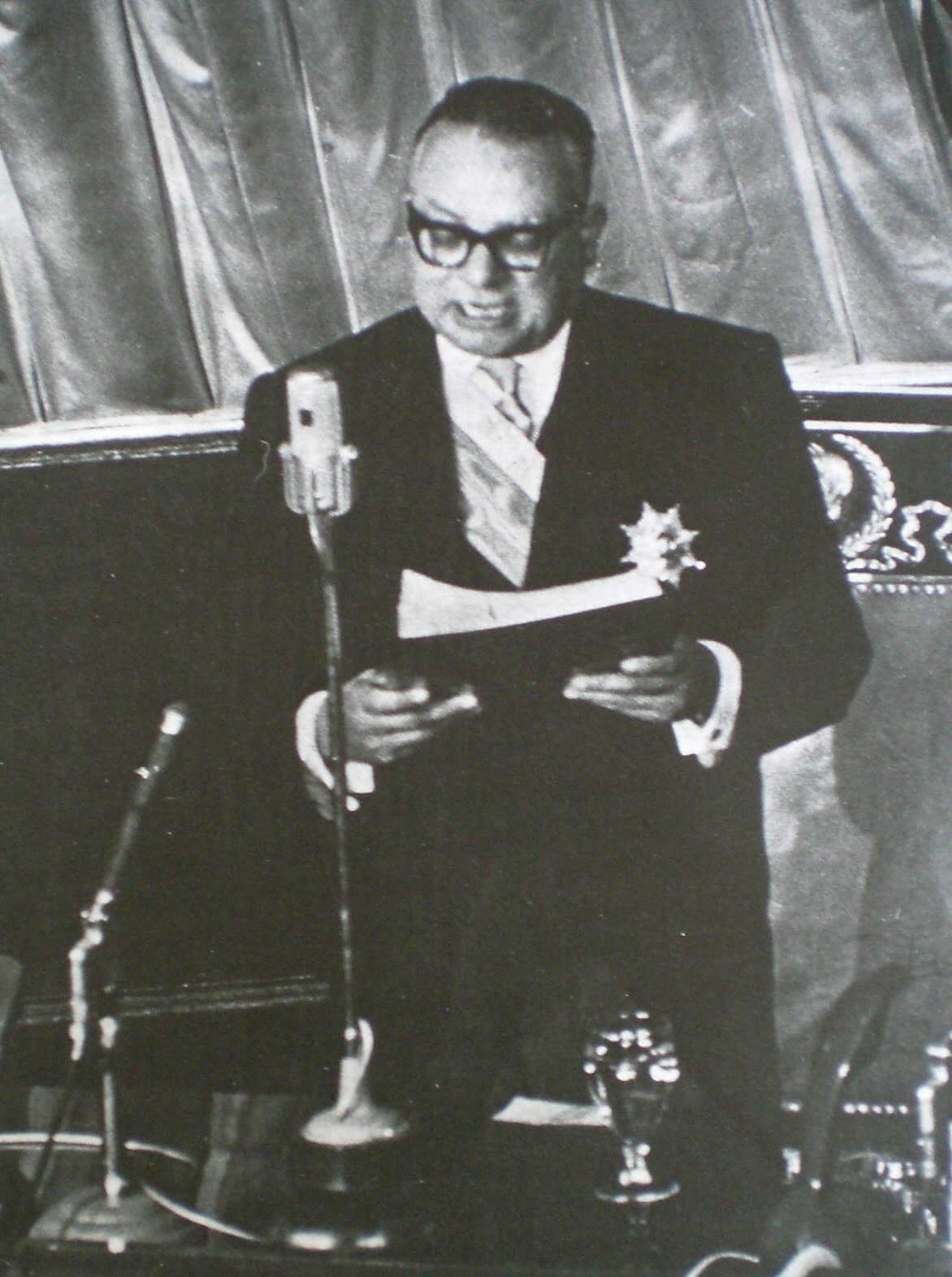
Discurso inaugural de Rómulo Betancourt en 1959.

El gabinete de ministros de Rómulo Betancourt estuvo conformado por miembros de Acción Democrática, Copei y la Unión Republicana Democrática cumpliendo el acuerdo firmado durante el Pacto de Puntofijo de 1958, con la finalidad de evitar el sectarismo que caracterizó al Trienio Adeco.
Acción Democrática sufrió divisiones de su sector más radical que se juntaron en el Movimiento de Izquierda Revolucionaria (MIR) y el Partido Revolucionario de Integración Nacionalista (PRIN) liderado por Raúl Ramos Giménez. Estas divisiones llevaron a AD a perder la mayoría en el Congreso Nacional para el nuevo período legislativo.

## Política nacional

### Política legislativa
El presidente Betancourt contó con la mayoría absoluta en el Congreso Nacional con su partido, AD.

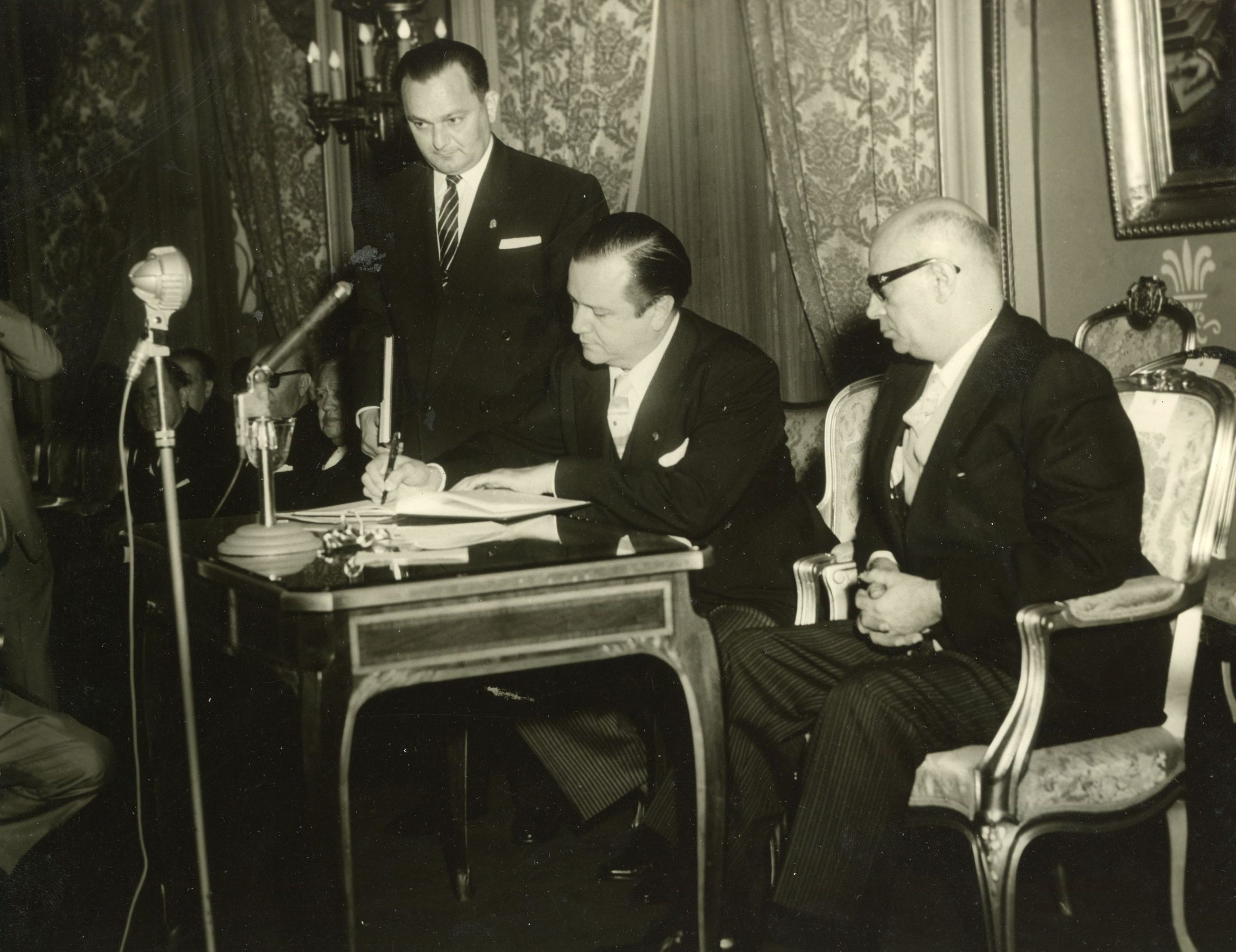
Firma de la Constitución de la República de Venezuela. 1961.

Composición del Senado (1958-1963): de gris el partido Acción Democrática (AD).

Composición de la Cámara de Diputados (1958-1963).

Durante su gobierno se sancionó la Constitución de Venezuela de 1961, bastante similar a la Constitución de 1947 derogada en 1948 durante la dictadura de Carlos Delgado Chalbaud. Esta constitución estaría vigente hasta 1999, siendo la constitución de mayor duración de la historia de Venezuela.

### Política judicial

#### Juicio a Marcos Pérez Jiménez
Después del golpe de Estado de 1958, el exdictador Marcos Pérez Jiménez había ido de República Dominicana a Miami, pero la Corte Suprema de Justicia de Venezuela lo acusó de hurto en el erario público (con razón, aunque solo existieron pruebas circunstanciales) y lo condenó. Venezuela solicitó a la administración de John F. Kennedy la extradición de Pérez Jiménez, lo cual accedió. Finalmente Pérez Jiménez fue enviado a Venezuela para terminar su condena en una cómoda prisión mientras se realizaba el juicio, donde se le condenó a 4 años de prisión por lo que fue liberado inmediatamente ya que pasó 5 años en prisión esperando la sentencia.

### Política en defensa
El gobierno de Betancourt promovió la Ley Orgánica de las Fuerzas Armadas, que declaró la subordinación de los militares al poder civil. Betancourt dijo en 1977:

Nosotros (...) desde 1945 trabajamos con un grupo de oficiales jóvenes, constitucionalistas, partidarios de reformas profundas en la estructura del país. Ellos, a la caída de Pérez Jiménez, se convirtieron en la espina dorsal de la reforma de las Fuerzas Armadas, que pasó a retiro a los elementos golpistas y se empeñó en hacer del Ejército un cuerpo esencialmente técnico y educado de manera sistemática en el respeto del orden legal.

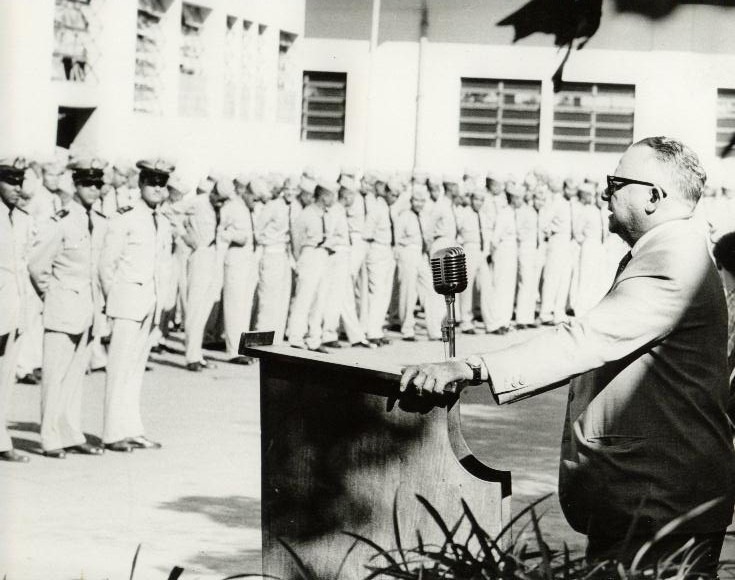
Rómulo Betancourt durante un discurso ante un grupo de oficiales.

El gobierno modificó la constitución y en ella se mantuvo el servicio militar obligatorio y se prohibió el reclutamiento forzado, sin embargo, la recluta se siguió implementando. En la constitución se mencionaba que «nadie podrá ser objeto de reclutamiento forzoso ni sometido al servicio militar sino en los términos pautados por la ley».

### Política económica
Marcos Pérez Jiménez había dejado en su lugar los planes y proyectos básicos para la mayor modernización y para la industrialización pesada de Venezuela. Sin embargo varios de estos proyectos se cancelaron durante la Junta de Gobierno presidida por Wolfgang Larrazábal. El gobierno de Betancourt adoptó parte de los planes y el sistema administrativo para llevarlos a cabo que había dejado la dictadura.[cita requerida]
Con el tiempo, la mayor parte de la tierra que habría sido irrigada se convirtió en haciendas ganaderas, la actividad económica tradicional pero en ese momento no esencial de los llanos. El gobierno de Betancourt inició la política de Industrialización por sustitución de importaciones y en lugar de permitir la libre importación de bienes industriales para los que Venezuela no tenía los capacitación, trató de obligar a los proveedores extranjeros a construir plantas en el país para el ensamblaje o empaque de productos terminados que se permitían ingresar sin aranceles al país. La industria automotriz fue el modelo de sustitución de importaciones postulado por la Comisión Económica para América Latina y el Caribe.
Venezuela nunca llegó a fabricar motores de autos, y lo único que se logró fue el ensamblaje de autos, lo que dio empleo a bastantes venezolanos. Igualmente algunos proveedores de repuestos, como los fabricantes de parabrisas, también prosperaron. El gobierno logró devolver al estado la solvencia fiscal (que se había perdido durante la Junta de gobierno anterior) a pesar de que los precios del petróleo cayeron por los suelos durante su presidencia, una de las acciones más impopulares para lograrlo fue rebajar los salarios de los empleados públicos en un 10%.
La estrategia del gobierno incluyó exenciones tributarias para atraer inversión de capital y terrenos a bajo costo para facilitar que proveedores extranjeros construyan plantas para el ensamble o empaque de productos terminados, cerrar la economía al comercio a través de impuestos excesivos a bienes importados similares, cuotas de importación para reducir la competencia extranjera u otras restricciones cuantitativas que prohibían las importaciones.[cita requerida]

#### Recesión económica
Después de que fuese depuesta la dictadura de Marcos Pérez Jiménez, el gobierno de Betancourt tomó una serie de medidas de índole social, que unidas al inestable ambiente político existente (como consecuencia de sublevaciones militares y de la subversión de la guerrilla), ocasionaron una recesión económica, que afectó especialmente a la industria de la construcción, uno de los sectores más activos y generadores de empleo de la economía nacional en ese entonces.

#### Indicadores económicos
El 4 de mayo de 1961 se publicaron una serie de medidas económicas, entre ellas el control de cambios, una disminución del 10% de los sueldos y salarios públicos para reducir el gasto y el déficit presupuestario. En 1960 con el Decreto 390 se instaura el primer control cambiario con dos valores distintos: Bs. 4,70 para viajes e importaciones consideradas no esenciales y Bs. 3,35 para el resto de los conceptos. Esta medida no pudo contener el deterioro de las reservas internacionales y en 1961 con el Decreto 724 el 80 % de las importaciones quedaron bajo la cotización de Bs. 4,70 por dólar. Para 1964 con el Decreto 1159 se eliminó el control cambiario y disminuyó la tasa de cambio a Bs. 4,30. Según el Banco Central de Venezuela  la tasa de crecimiento económico fluctuó entre 4 y 5% anual.[cita requerida]

### Política energética

#### Fundación de la OPEP

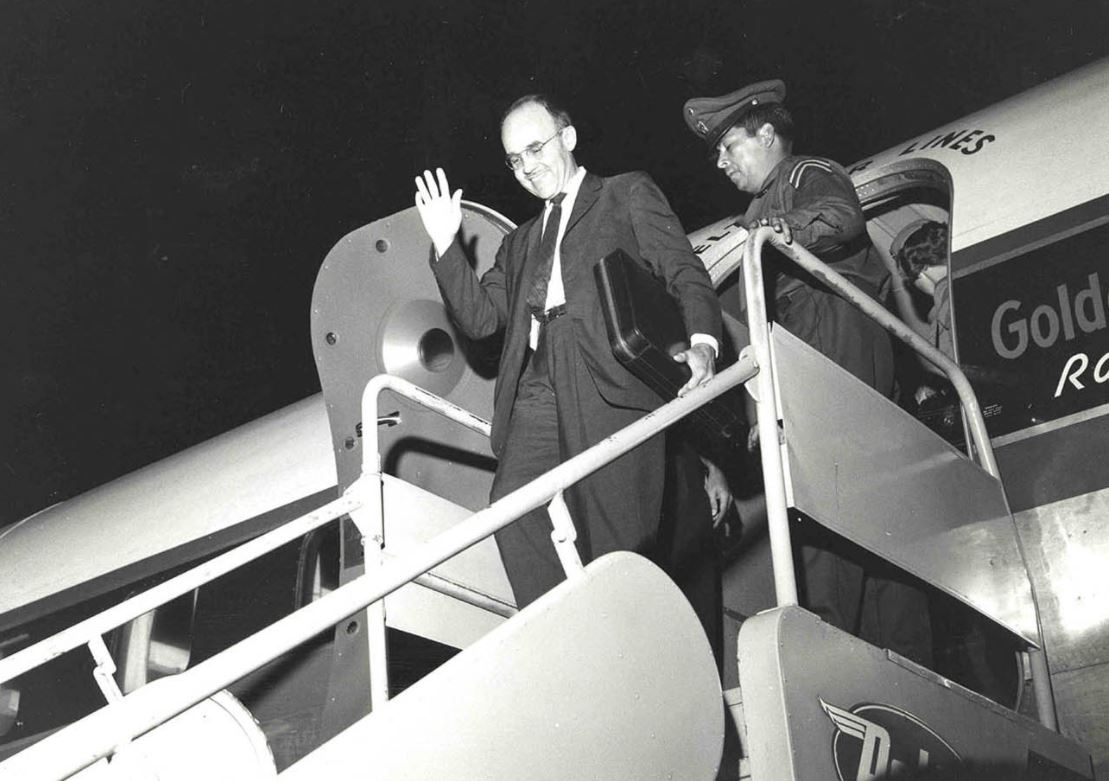
Ministro Juan Pablo Pérez Alfonzo al regresar de Bagdad tras la creación de la OPEP en 1960.

En 1960, el ministro de Minas e Hidrocarburos de Betancourt, Juan Pablo Pérez Alfonso fue uno de los principales impulsores de la Organización de Países Exportadores de Petróleo (OPEP) y fue el responsable de concebir y crea Corporación Venezolana del Petróleo (CVP) concebida para supervisar la industria petrolera nacional. Venezuela estableció la OPEP en asociación con Kuwait, Arabia Saudita, Irak e Irán. Considerada una idea revolucionaria radical en ese momento por sus oponentes, pero esencial para la independencia y solvencia fiscal de Venezuela para Betancourt.[cita requerida]
En una convención petrolera anual en El Cairo, el enviado de Venezuela, que habla árabe con fluidez, convenció a los países productores de petróleo del Medio Oriente para que firmaran un acuerdo secreto que promovía la unidad y el control de sus propios recursos petroleros nacionales. Plantando la semilla de la OPEP que fue fundada en septiembre de 1960 en Bagdad, Irak. Este movimiento fue desencadenado por una ley de 1960 instituida por el presidente estadounidense Dwight D. Eisenhower que impuso cuotas al petróleo venezolano y favoreció a las industrias petroleras de Canadá y México. Eisenhower citó la seguridad nacional, el acceso terrestre a los suministros de energía, en tiempos de guerra. Betancourt reaccionó buscando una alianza con productores petroleros de Medio Oriente y Norte de África como estrategia preventiva para proteger la continua autonomía y rentabilidad del petróleo de Venezuela, estableciendo un fuerte vínculo entre la nación sudamericana y los países de la OPEP que perdura hasta el día de hoy.[cita requerida]

### Política de seguridad

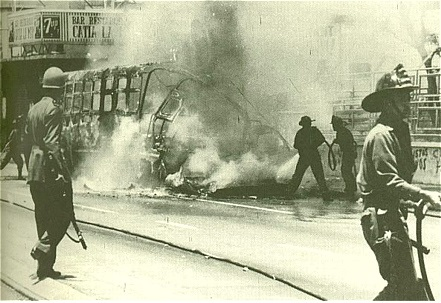
Atentados contra el transporte público nacional durante manifestaciones de extrema izquierda en 1960.

Rómulo Betancourt en el poder enfrentó el problema de mantenerlo, teniendo que confrontar una oposición decidida de extremistas de extrema izquierda y extrema derecha, intentos de desestabilización de parte de las dictaduras de Cuba y República Dominicana, además de unidades del ejército rebelde de tendencia marxista leninista, pero continuó presionando por reformas económicas y educativas. Hubo múltiples manifestaciones violentas de sectores de extrema izquierda que dejaron múltiples muertos y heridos durante su gobierno. Sobre los intentos de derrocar a su gobierno, Betancourt exclamó:
Soy un presidente que no renuncia ni lo renuncian.
El 22 de abril de 1962 el general Antonio Briceño Linares, ministro de Defensa, declaró en la Cámara de Diputados del Congreso que el país estaba al borde una revolución. Unos días después, el 4 de mayo de ese año, se produjo el Carupanazo.
En una entrevista con el escritor peruano Mario Vargas Llosa en 1977, Betancourt le dijo:

La lucha contra la guerrilla no la dirigió el Ejército; la dirigí yo. Mi gobierno no abdicó de esa responsabilidad, como hicieron otros gobiernos civiles en América Latina, por cautela política, prefiriendo que fueran los militares quienes se ensuciaran las manos. Aquí fue el gobierno civil quien, desde el primer momento, asumió esa tarea, arrostrando la impopularidad y a pesar de la feroz campaña internacional en contra nuestra. Los militares respetan a quienes saben mandar.

### Política de infraestructura

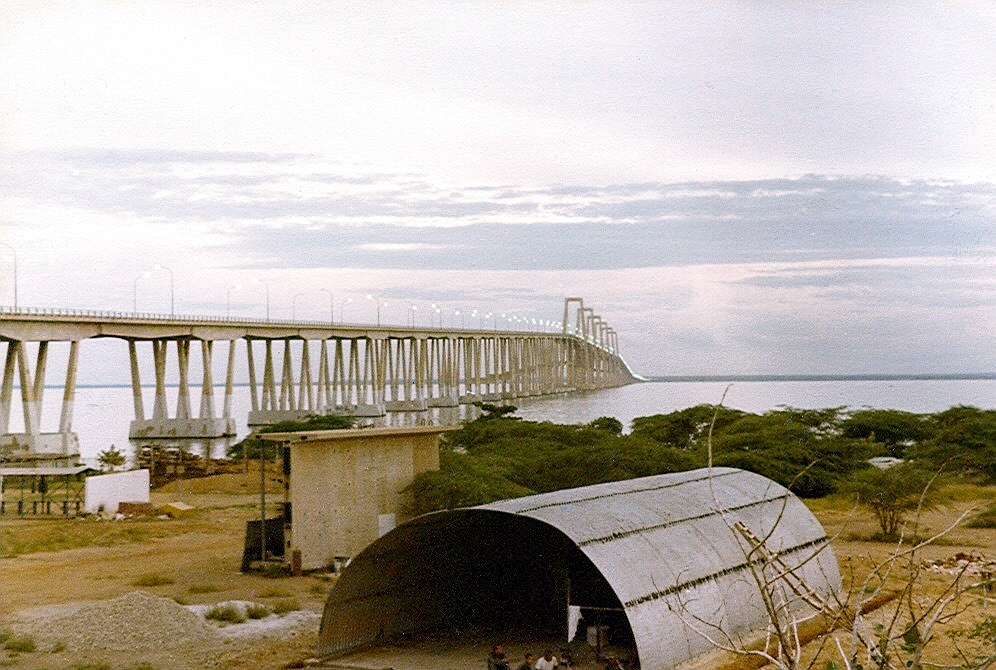
Puente General Rafael Urdaneta en 1970.

Betancourt y su gabinete también cancelaron algunas obras públicas cruciales planeadas por la dictadura. Los ferrocarriles fueron desechados con el argumento de que Venezuela no los necesitaba teniendo tanto asfalto como para ampliar la red vial a menor costo. El gobierno de Betancourt construyó una pequeña represa hidroeléctrica para Caracas aguas arriba y efectivamente privaron al esquema de producción de arroz que solo se realizó en una fracción de su área planificada por el gobierno de Pérez Jiménez.[cita requerida]
En 1961 funda la Ciudad Guayana. En 1962 se inauguraron importantes obras, como el Puente General Rafael Urdaneta sobre el Lago de Maracaibo que se había iniciado durante el Gobierno de Marcos Pérez Jiménez, pero no llegó a concluirse. También se inauguró el Distribuidor El Pulpo en la ciudad de Caracas. Se iniciaron grandes programas de construcción de carreteras y energía eléctrica como la construcción de la presa Guri. Se llevó a cabo la Fase I, en 1961 se inauguró la Represa de Las Macagua, el Planetario Humboldt y el primer puente colgante sobre el río Orinoco, el Puente de Angostura. [cita requerida]
En 1960 se fundó el Parque nacional Yurubí y en 1961 finalizó la construcción del Parque del Este en Caracas, que se convirtió en el parque urbano más grande de la capital. Se crea el Instituto Venezolano de Investigaciones Científicas (IVIC), que originalmente fue el Instituto Venezolano de Neurología e Investigaciones del Cerebro (IVNIC), fundado el 29 de abril de 1954 durante la dictadura de Marcos Pérez Jiménez. También se inauguró el Hospital General de Barcelona.[cita requerida]

### Política en derechos humanos
El gobierno le otorgó asilo varios refugiados políticos. En 1961 el entonces presidente del congreso Rafael Caldera con el apoyo de Betancourt le envió un mensaje al dictador cubano Fidel Castro para que eliminara la pena de muerte y cesara ejecución de funcionarios de la dictadura de Fulgencio Batista. Esto es seguido por el otorgamiento de asilo a 284 personas que se encontraban refugiados en la embajada venezolana en Cuba.
Los refugiados españoles fundaron la sección venezolana de Solidaridad Internacional Antifascista (SIA) para denunciar los abusos de la dictadura franquista. Entre sus miembros se encontraban Juan Verde, Jesús Dolara Larrauri, José Xena y Vicente Sierra. Esta organización también mostró su apoyo a los españoles que fueron reprimidos en Venezuela, como en el caso donde solicitaron asilo en México para los padres del guerrillero de la FALN Paúl del Río, involucrado en el secuestro del futbolista Alfredo Di Stéfano.
Aunque también existieron casos de violaciones a los derechos humanos. Una de las desapariciones más relevantes fue la del estudiante Alberto Rudas Mezones en 1961, quien fue asesinado en una manifestación en contra de la ruptura de relaciones diplomáticas con Cuba. Durante el velorio, funcionarios de seguridad se apropiaron de su cuerpo y este nunca le fue devuelto a sus familiares.
Luego de la ruptura de las relaciones diplomáticas entre Cuba y Venezuela, se generó una serie de protestas llevadas a cabo por simpatizantes del gobierno cubano en diversas ciudades de Venezuela, lo que provocó una represión que dejó diez fallecidos y 106 lesionados. Se suspendieron las garantías constitucionales, se allanaron las oficinas del periódico El Clarín y se denunciaron casos de torturas a los detenidos en la manifestación.
El gobierno limitó la libertad sindical y expulsó a diversos miembros de diversos sindicatos y federaciones por sus supuestos vínculos con movimientos marxistas. Entre los expulsados se encontraban Ramón Quijada, Rodolfo Quintero, Horacio Scott Power, Eloy Torres, Vicente Piñate y Manuel Toboada.
El 29 de enero de 1962 ocurre el «Guairazo», un intento de insurrección en el cual un grupo de estudiantes pertenecientes a la Juventud Comunista trataron de penetrar a un cuartel en La Guaira donde esperaban que les suministraran armas para dirigirse a Caracas, aunque la situación fue controlado por las autoridades. Según el historiador Manuel Caballero tras los hechos ocurridos el presidente Betancourt comentó que si se repetía el suceso los soldados estaban preparados para «disparar primero y averiguar después». Según Caballero, el presidente se dio cuenta del error de su frase e hizo que se suprimiera de la versión escrita del discurso y se le trató de atribuir como un invento de algunos sectores de la izquierda. Tras su pronunciación diversos sectores que le hacían oposición la usaron como un símbolo de la represión impuesta desde el gobierno.
Luego del Carupanazo y la suspensión de las garantías ocurren los sucesos del liceo Sanz, en donde una manifestación estudiantil fue reprimida por supuestos miembros de AD con pistolas y machetes, dejando dos muertos y 17 heridos. Diversos movimientos y familiares de las víctimas exigieron justicia, sin embargo, los supuestos responsables de estos hechos fueron absueltos.
Tras el Porteñazo el ministro de Relaciones Interiores, Carlos Andrés Pérez, limitó la libertad de expresión al exigir a los diversos medios de comunicación expresar informaciones relacionadas en materia de sucesos políticos previo consulta con funcionarios del gobierno. La presidenta de la Asociación Venezolana de Periodistas (AVP), Ana Luisa Llovera, presentó en la Cámara dó Diputados un informe donde denunciaba los ataques a la libertad de prensa.
El 28 de octubre de 1962, en el marco de la lucha contra grupos guerrilleros, surgen campos antiguerrilleros en zonas bajo control militar llamados teatros de operaciones, por medio de un decreto del ministro de Defensa Antonio Briceño Llares, donde se denuncian abusos como actos de tortura, desapariciones forzadas y fusilamientos. La aparición de estos centros fue denunciada por el diputado José Herrera Oropeza así como supuestas prácticas de torturas cometidas en ellos.
El diputado José Vicente Rangel denunció la detención de José Gregorio Rodríguez, miembro del Partido Comunista, quien fue encarcelado en 1963 por la Digepol y que murió al ser lanzado desde un cuarto piso. Mientras que desde el diario El Clarín denunciaron la detención de trabajadores del sector. En 1963 el Sindicato Nacional de los Trabajadores de la Prensa (SNTP) exigió la liberación de 27 periodistas que se encontraban detenidos.

### Política electoral
El 10 de abril de 1962 fueron inhabilitados el Partido Comunista (PCV) y el Movimiento de Izquierda Revolucionaria (MIR).

### Política educativa
El 2 de septiembre de 1963 el gobierno de Betancourt allanó la Universidad Central de Venezuela (UCV). El presidente Betancourt también presionó a De Venanzi, rector de la UCV, para que tomara decisiones en contra de la autonomía y los estudiantes de la universidad.

### Política laboral y migratoria
La política migratoria de Marcos Pérez Jiménez se paralizó. Paradójicamente, los venezolanos no estaban haciendo trabajos básicos, como plomería y carpintería, y una nueva y más grande ola de inmigración barrió el país principalmente desde Colombia, en gran parte ilegal.

### Política en agricultura, ganadería, pesca y alimentación

#### Reforma agraria

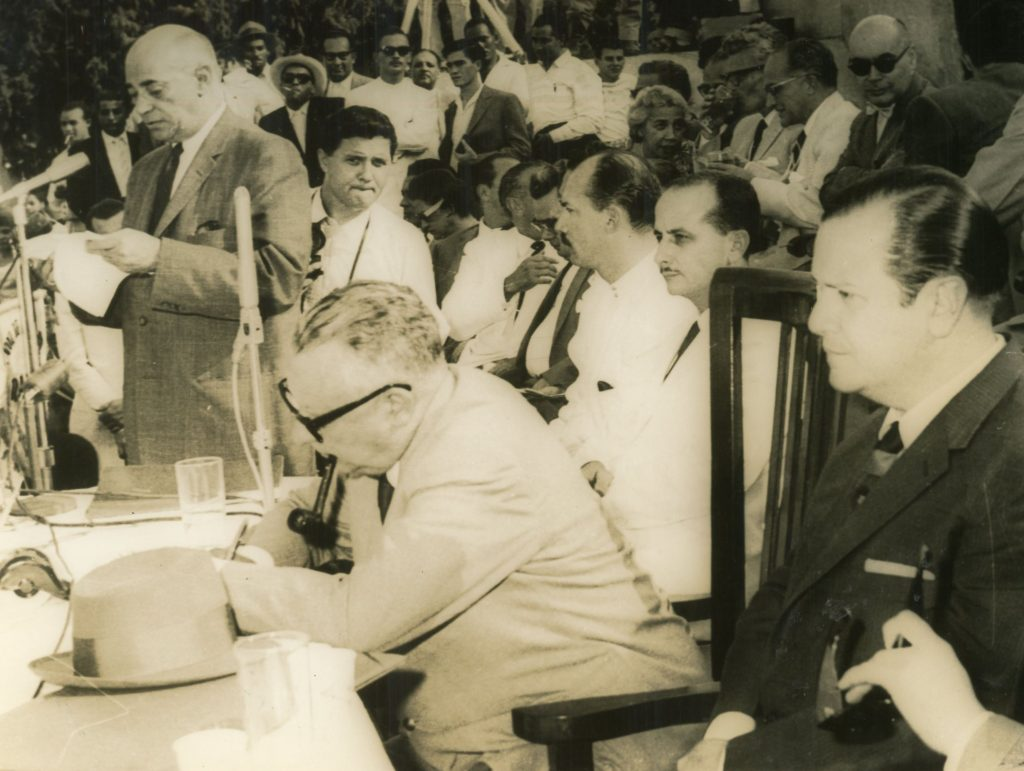
Firma de la Ley de Reforma Agraria en el Campo de Carabobo.

Durante el Trienio Adeco, el gobierno de Acción Democrática había redistribuido tierras que, según dijo, habían sido ganadas ilícitamente por miembros de gobiernos anteriores y a mediados de 1948 promulgó una reforma agraria ley. Sin embargo, la mayor parte de la tierra redistribuida de esta manera fue devuelta a sus dueños anteriores durante la dictadura de Marcos Pérez Jiménez.[cita requerida]

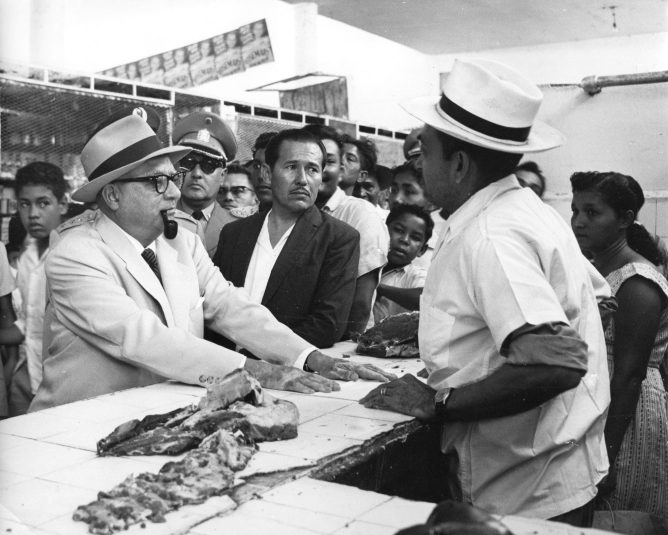
Rómulo Betancourt en un mercado popular de Maturín. Junio de 1963.

Después de que la restauración de la democracia de 1958 llevó a Betancourt nuevamente al poder, se promulgó una nueva ley de reforma agraria en marzo de 1960, con la reforma a principios de la década de 1960 concentrada en los estados nororientales de Miranda, Aragua y Carabobo, y provenientes en gran parte de latifundios privados expropiados. La reforma estuvo acompañada de un aumento considerable de la producción agrícola.

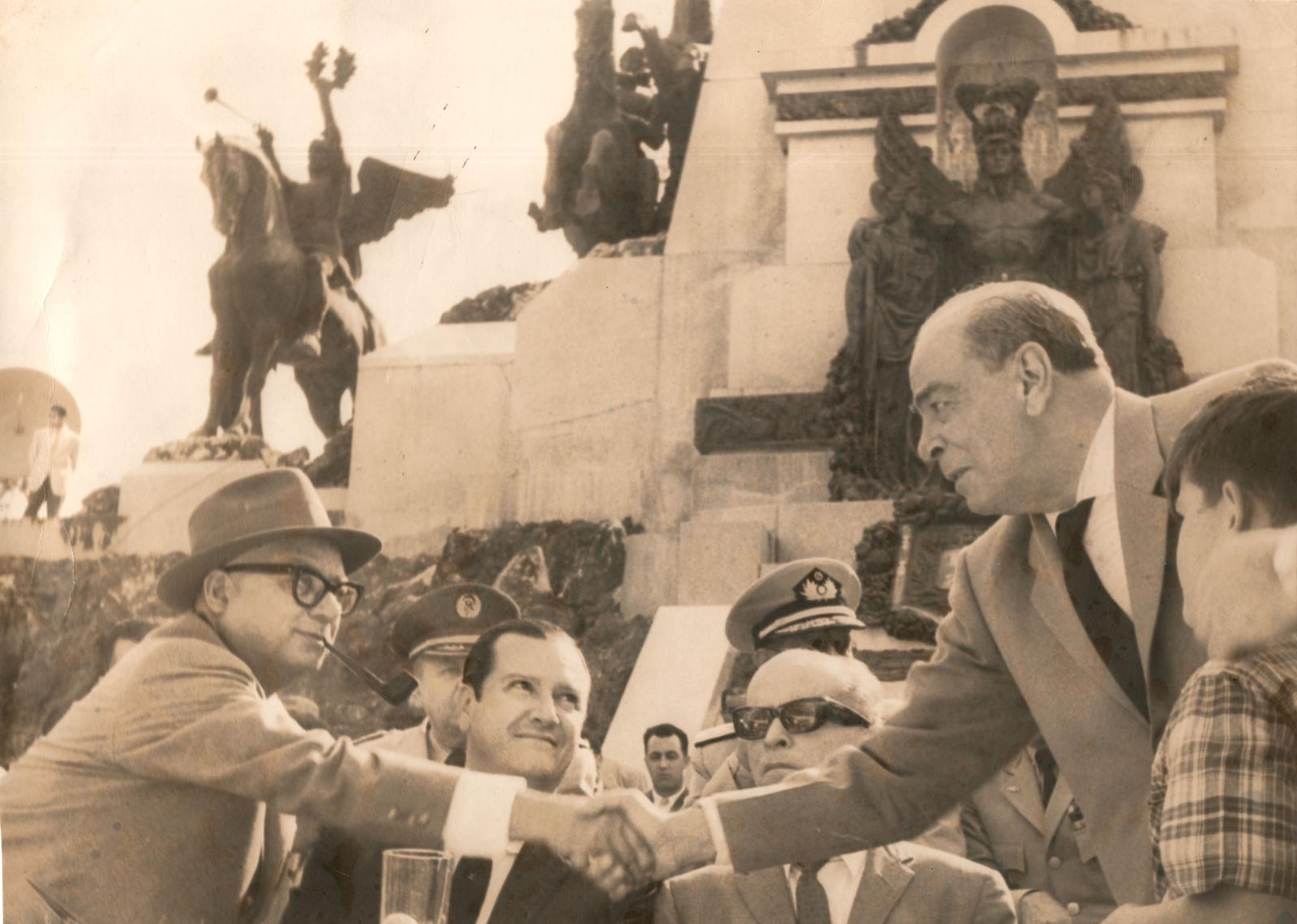
Rómulo Betancourt le da la mano a Rómulo Gallegos, en el acto de promulgación de la Ley de Reforma agraria en el Campo de Carabobo, Venezuela. Atrás, el vicepresidente del Congreso Nacional, Rafael Caldera, junto a Jóvito Villalba.

La reforma agraria de Acción Democrática distribuyó propiedades privadas improductivas y tierras públicas para detener la caída de la producción agrícola. Los terratenientes a quienes se confiscaron sus propiedades recibieron una generosa compensación. En última instancia, la reforma hizo que unas 200.000 familias recibieran transferencias de tierras, principalmente a principios de la década de 1960. Aun así, eso no fue suficiente para detener el creciente éxodo rural en el país.

## Política exterior
Entre sus acciones destacó el reclamo de Venezuela sobre la Guayana Británica hasta el río Esequibo haciendo que todos los mapas de Venezuela mostraran este gran territorio como parte del país aunque sea disputado.[cita requerida]

### Doctrina Betancourt
Betancourt instituyó la política exterior idealista de que Venezuela no reconocería un gobierno dictatorial en ninguna parte, particularmente en América Latina y las dictaduras comunistas del Bloque del Este. La doctrina Betancourt resultó poco realista, pues la democratización venezolana se produjo en medio de una marcada tendencia en el resto de América Latina hacia el autoritarismo.

### República Dominicana
Betancourt mantuvo una relación conflictiva con el dictador dominicano Rafael Leónidas Trujillo contra quien en su juventud junto con José Figueres Ferrer de Costa Rica, había llevado a cabo una activa oposición subversiva. El primero de estos objetivos de su ira lo llevó a socavar proyectos de desarrollo que habrían sido beneficiosos para su país, Trujillo apoyó muchos complots de los exiliados venezolanos para derrocar al presidente Betancourt. 

#### Intento de asesinato de Rómulo Betancourt

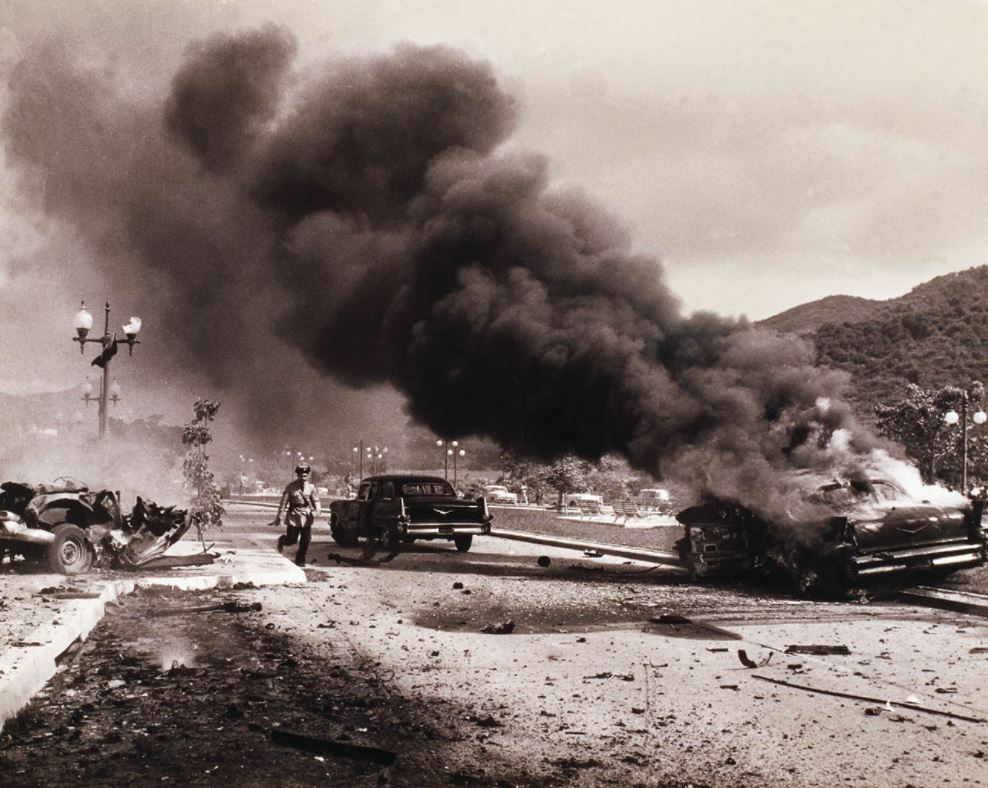
Explosión en Los Próceres durante el intento frustrado de magnicidio a Rómulo Betancourt.

Al presidente Betancourt su rivalidad con Trujillo casi le cuesta la vida tras el fallido atentado con coche bomba de 1960, durante la celebración del aniversario de la Batalla de Carabobo. El atentado deja sin vida al jefe de la casa militar y a un estudiante, y deja con quemaduras generalizadas de primer y segundo grado a Betancourt, al Ministro de la Defensa, a su esposa y al chófer del vehículo.

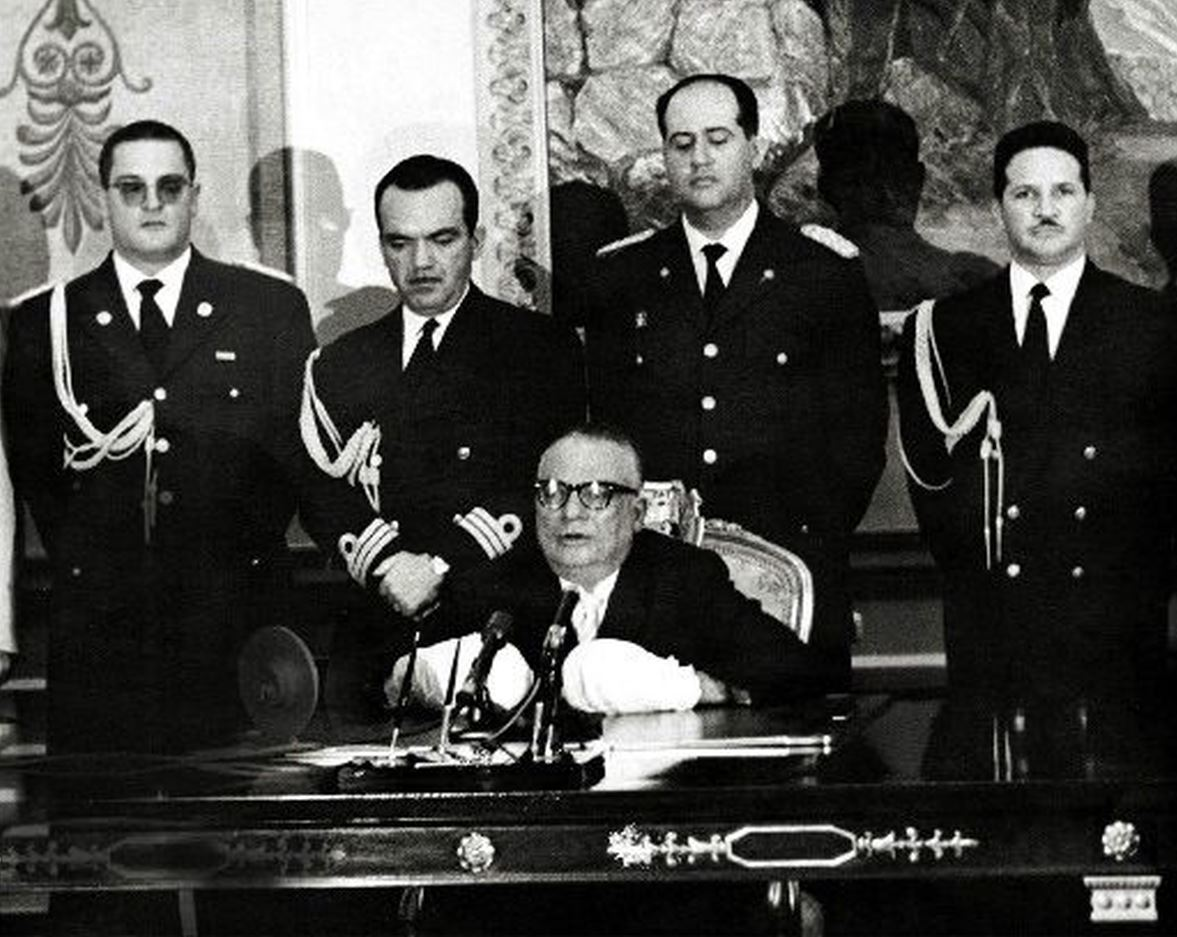
Rómulo Betancourt después de atentado.

Rómulo Betancourt denunció la responsabilidad del dictador dominicano Rafael Leónidas Trujillo en el intento de asesinato, y posteriormente el hecho fue denunciado ante la Organización de Estados Americanos cuyos miembros decidieron por unanimidad romper relaciones diplomáticas y sancionar al régimen de Trujillo.
El Consejo de Seguridad de las Naciones Unidas aprobó la resolución 156 con nueve votos a favor y dos abstenciones, Polonia y la Unión Soviética, donde el Consejo muestra su apoyo con el acuerdo de aplicación de medidas de República Dominicana. Estas acciones debilitaron al régimen de Trujillo, que perdió el respaldo de Estados Unidos, y cuyo final encontraría al ser asesinado en una emboscada en 1961.

### Estados Unidos

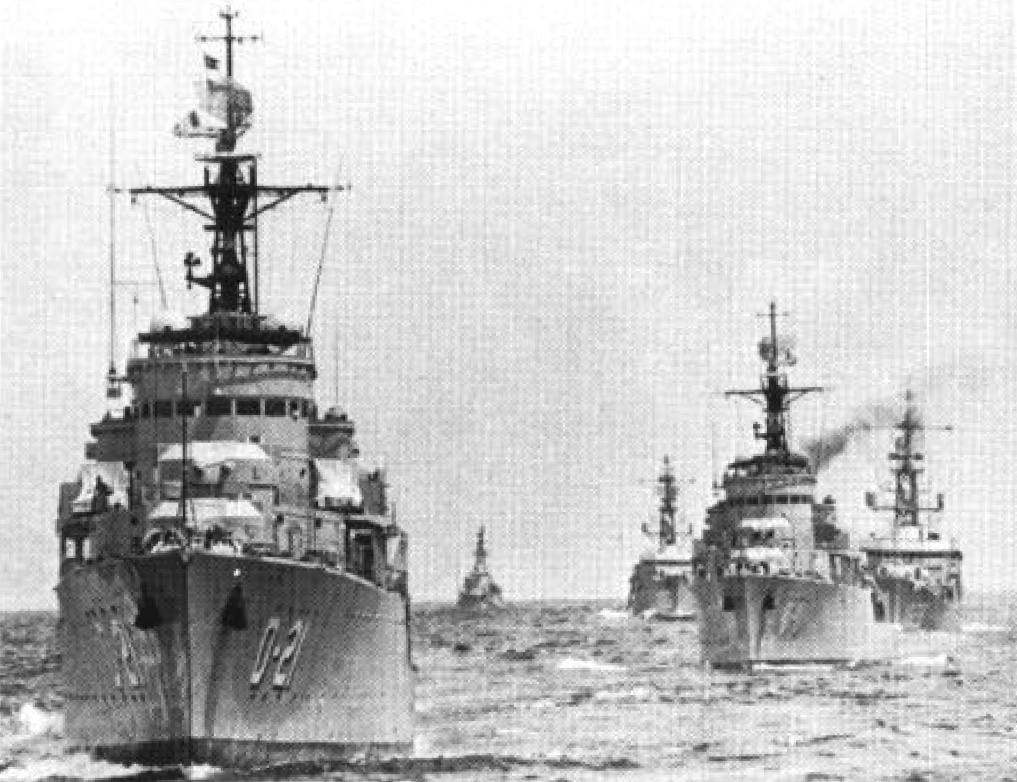
Destructor venezolano ARV Zulia (D-21).

Si bien Betancourt siempre mantuvo relaciones cordiales con Estados Unidos, fue durante la tensa Crisis de los misiles de Cuba, entre Estados Unidos y Cuba, que la relación entre el presidente Kennedy y el presidente Betancourt se hizo más estrecha que nunca. El gobierno venezolano decidió movilizar dos destructores, el ARV D-11 Nueva Esparta, el ARV D-21 Zulia y su único submarino disponible en ese momento. Se estableció un enlace telefónico directo entre la Casa Blanca y el Palacio de Miraflores ya que el presidente venezolano tenía amplia experiencia en enfrentar, derrotar y sobrevivir acciones de regímenes caribeños. Aun así Betancourt criticó la posición tolerante de Estados Unidos con las dictaduras militares.

#### Alianza para el Progreso

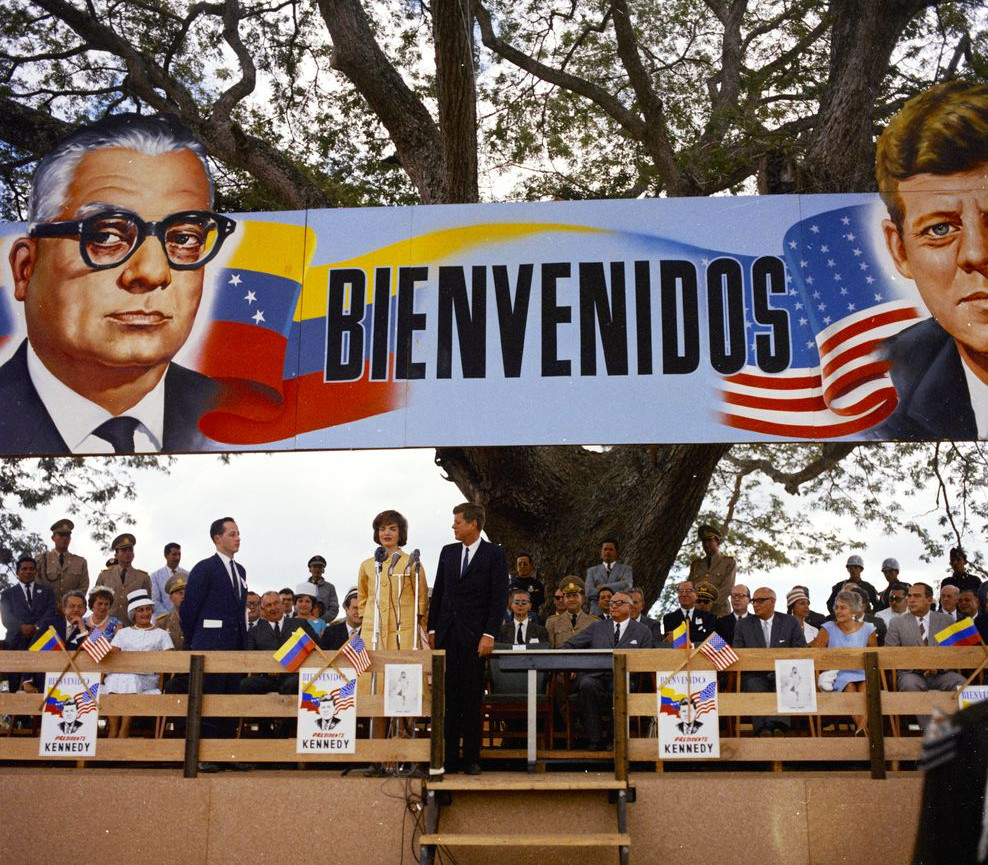
John F. Kennedy y Rómulo Betancourt en entrega de títulos de tierra; con ayuda de la Alianza para el Progreso, en el pueblo rural de La Morita, en la primera visita oficial de un mandatario norteamericano a Venezuela (1961).

La Alianza para el Progreso fue un programa de ayuda económica, política y social de Estados Unidos para América Latina efectuado por el presidente John F. Kennedy. La ideología detrás de este plan vino en un paquete llamado "economía del desarrollo" expresado en un trabajo del economista Walt Whitman Rostow quien describió el progreso económico con la "metáfora del despegue": Una economía en desarrollo era como un avión que puso sus motores en marcha, rodó a la cabeza de la pista, luego aceleró hasta que despegó, que fue el momento histórico del crecimiento autosostenido.
Las principales medidas eran; la reforma agraria en función de mejorar la productividad agrícola, libre comercio entre los países latinoamericanos, modernización de la infraestructura de comunicaciones, reforma de los sistemas de impuestos, acceso a la vivienda, mejora de las condiciones sanitarias a fin de elevar la expectativa de vida, mejora en el acceso a la educación incluyendo la erradicación del analfabetismo, precios estables dentro del control de la inflación y cooperación monetaria.

### Cuba
Fidel Castro ocupó La Habana en Cuba el 1 de enero de 1959 en la Revolución cubana, poco antes de que Betancourt asumiera el cargo el 13 de febrero. La primera señal de que Castro era diferente a todos los caudillos que había tenido América Latina era que ordenó las ejecuciones públicas de más de un centenar de soldados y policías batistianos, aunque él mismo se había beneficiado de un indulto de Batista cuando había intentado tomar un cuartel militar en 1953. Una vez en el poder, Castro no tardo mucho en demostrar su antiamericanismo y en 1961 afirmó que era y siempre había sido marxista-leninista.
El 25 de enero de 1959 Betancourt en su condición de presidente electo sostiene una reunión con Fidel Castro, quién venía al país a propósito de la celebración del 23 de enero, día en que cayó la dictadura de Pérez Jiménez, en dicha reunión Castro le pide un préstamo y le propuso un acuerdo en el que Venezuela vendiera petróleo a Cuba a precio preferencial, sin embargo Betancourt se negó. En 1961 Fidel Castro empezó a financiar grupos subversivos en Venezuela. En noviembre de 1961 Venezuela y Cuba rompieron relaciones diplomáticas oficialmente.
Por esta razón, Betancourt quiso respaldar la propuesta estadounidense en una conferencia de la Organización de los Estados Americanos en Costa Rica para expulsar a Cuba de ese organismo, lo que se logró, pero su propio canciller, Ignacio Luis Arcaya, se negó a obedecer y se abstuvo en la votación final, por lo que fue destituido. Esta situación acelero la salida de la Unión Republicana Democrática del Pacto de Puntofijo y del gobierno. En vísperas de las elecciones generales de 1963 el gobierno venezolano capturó un cargamento de armas abandonado en la playa, con destino a las guerrillas del estado Falcón, este había sido dejado por el gobierno cubano.

## Oposición
La causa subyacente de la inestabilidad luego del golpe de Estado de 1958 fue resuelta en las elecciones de 1958 habían resuelto quién tenía derecho a gobernar democráticamente, pero esto no fue como lo vieron muchos oficiales descontentos porque todavía sentían con mucha fuerza que eran las fuerzas armadas y no la "gente" que había derrocado a Marcos Pérez Jiménez. Esto creó una mezcolanza indescriptible de partidarios de Pérez Jiménez, derechistas que llamaban a Betancourt comunista disfrazado y nuevos oficiales insubordinados que clamaban por una "revolución real". Durante este período, el Partido Comunista de Venezuela (PCV) fue ilegalizado por unirse a las Fuerzas Armadas de Liberación Nacional (FALN), en una lucha armada contra el gobierno venezolano.[cita requerida]

### Invasión de Jesús María Castro León
Rómulo Betancourt debe enfrentar un intento de rebelión del General Jesús María Castro León, quien invade por el Táchira el 20 de abril de 1960, desde la fronteriza población de San José de Cúcuta. Castro comandó una invasión que ingreso al territorio nacional desde Colombia, pasando por San Antonio del Táchira, la cual logró controlar la ciudad de San Cristóbal, capital del Estado Táchira. El 20 de febrero de 1961 una Academia militar se alza al mando del coronel Edito Ramírez e intentan infructuosamente tomar el Palacio de Miraflores.

### El Barcelonazo

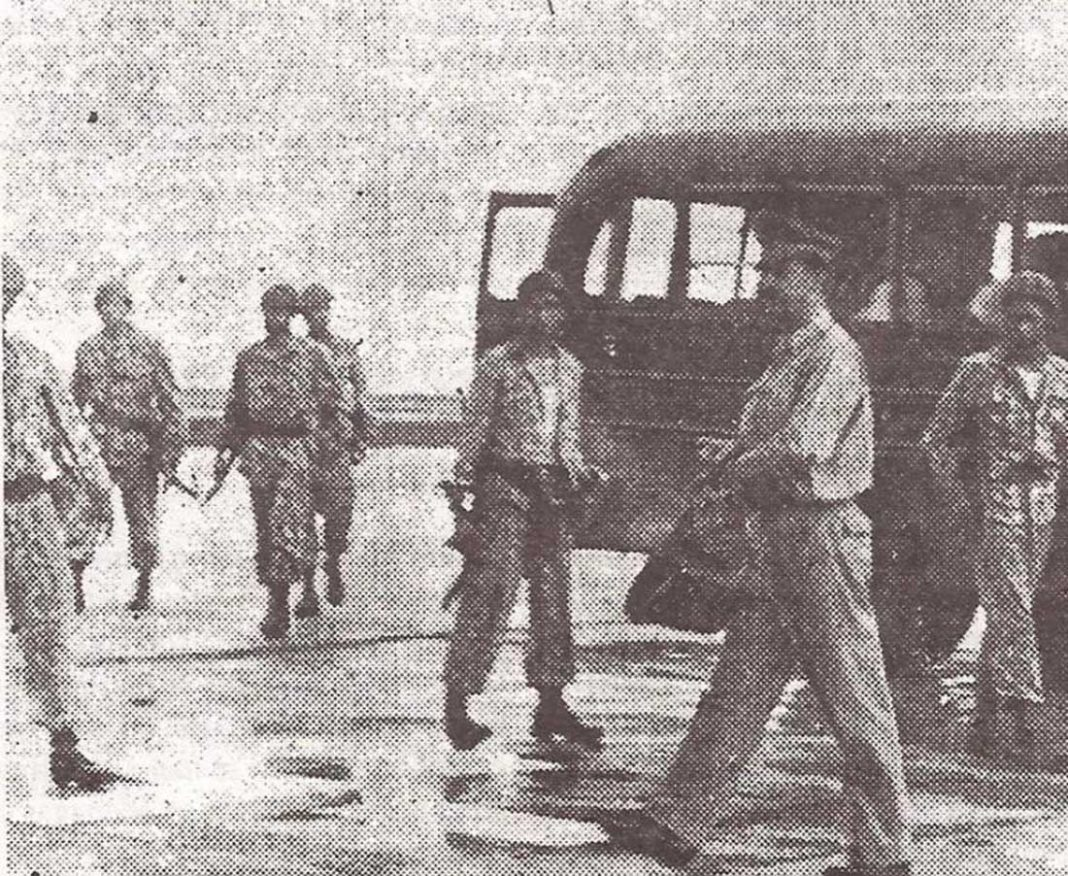
El mayor Luis Alberto Vivas Ramírez, esposado y con fuerte custodia militar es trasladado a Maiquetía después del Barcelonazo.

El Barcelonazo fue una sublevación en el cuartel Pedro María Freites, ubicado en la ciudad de Barcelona, ocurrida el 26 de junio de 1961 en contra el gobierno del presidente Rómulo Betancourt. El levantamiento fue un fracaso y terminó con la muerte de 30 personas y el arresto de los militares sublevados, levantamientos menores ocurrieron en La Guaira y en Ciudad Bolívar el mismo día pero también fueron rápidamente sofocados.

### El Carupanazo

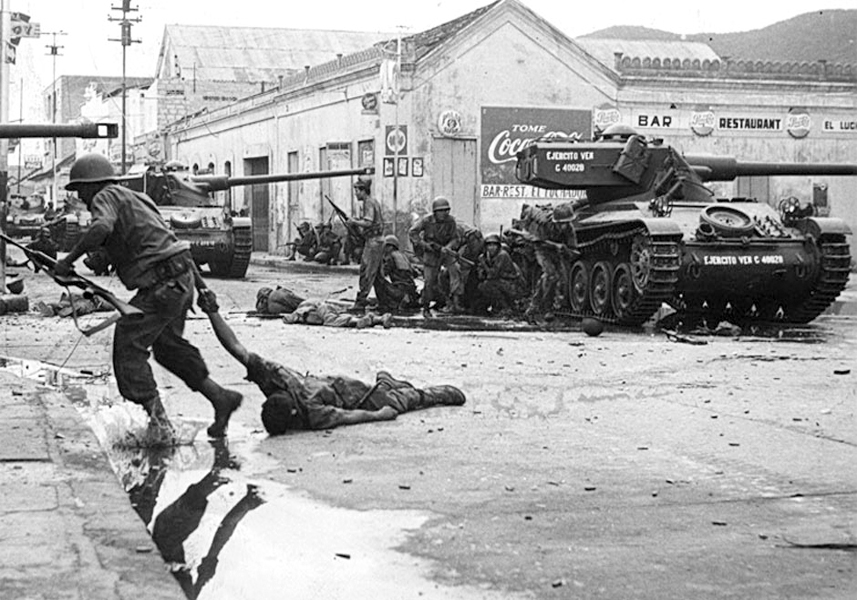
Enfrentamientos durante el Carupanazo.

El Carupanazo fue una insurrección militar de izquierda en la ciudad de Carúpano, estado Sucre el 4 de mayo. Los alzados tomaron la ciudad, el aeropuerto y la emisora Radio Carúpano desde donde difundieron un manifiesto a nombre del "Movimiento de Recuperación Democrática". La rebelión es sofocada en la llamada Operación Tenaza del gobierno de Betancourt.

### El Porteñazo

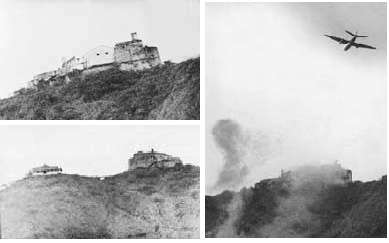
Bombardeo del Fortín Solano durante la rebelión de El Porteñazo.

Fue una sublevación de la base naval Agustín Armario, ubicada en la ciudad de Puerto Cabello, ocurrida el 2 de junio de 1962 en contra el gobierno del presidente Rómulo Betancourt. Fue el levantamiento más mortífero durante el gobierno de Betancourt con un saldo de más de 500 muertos luego de varios días de combate en Puerto Cabello. El promotor entre los militares de estos movimientos rebeldes fue un personaje entonces poco conocido llamado Manuel Quijada.

### Fuerzas Armadas de Liberación Nacional

Bandera de las Fuerzas Armadas de Liberación Nacional.

Los izquierdistas venezolanos, y especialmente los comunistas, estaban observando a Fidel Castro en Cuba y llegaron a la conclusión, no muy diferente a la de los oficiales derechistas que habían conspirado contra Betancourt, de que la "revolución" de 1958 había sido secuestrada en su momento más popular y popular. efervescente y que iban a intentar repetir la Revolución cubana en Venezuela. Se formaron guerrillas urbanas incluso cuando en el Congreso los izquierdistas clamaban contra Betancourt. El Movimiento de Izquierda Revolucionaria se separó de Acción Democrática en 1960 y luego apoyó a las Fuerzas Armadas de Liberación Nacional.(FALN). Las células subversivas llevaron a cabo algunos actos sensacionalistas, uno de los cuales fue el robo a plena luz del día de una exposición de pintores impresionistas patrocinada por Francia en el museo de arte venezolano. En otra acción más mortífera mataron a tiros por la espalda a 8 militares venezolanos para robarles las armas. Betancourt puso a su Ministro del Interior Carlos Andrés Pérez a cargo de la represión de los grupos subversivos quien desempeñó un papel clave en la temprana respuesta del gobierno venezolano al movimiento guerrillero.

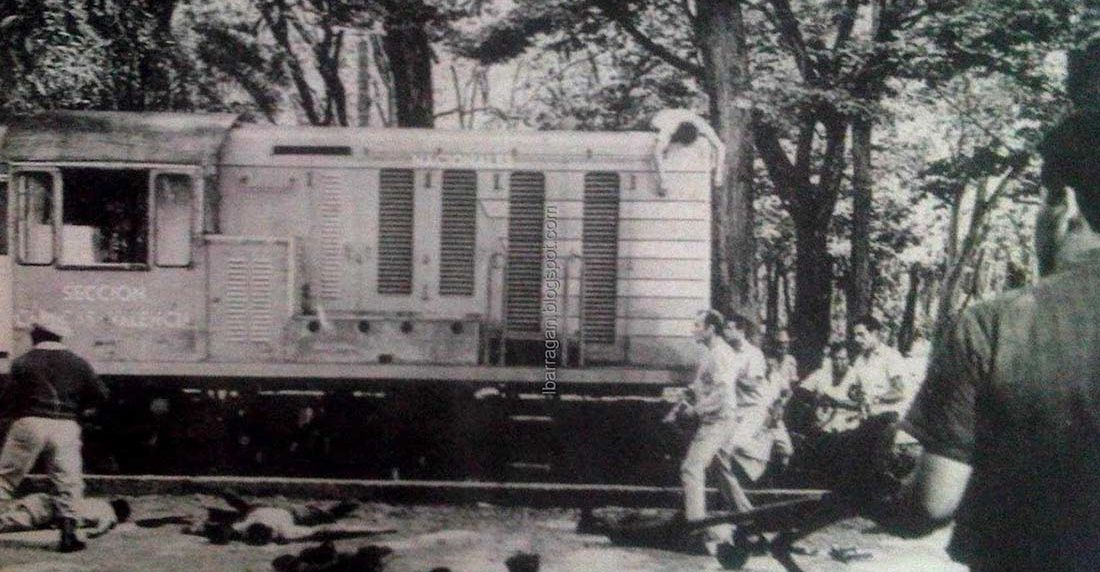
Asalto al Tren del Encanto.

Debido a los levantamientos militares de tendencia marxista Betancourt suspendió las libertades civiles. Se arrestó a los diputados de izquierda acusados de ser el brazo político de las FALN y se controló la insurrección urbana, pero los comunistas y sus aliados de izquierda se subieron a las montañas con la intención de repetir el patrón de las guerrillas rurales de Castro, donde se involucraron en actividades de sabotaje de oleoductos, el atraco a entidades bancarias con la excusa de recaudar fondos, el bombardeo de un almacén de Sears, el secuestro de Alfredo Di Stéfano y el bombardeo de la Embajada de los Estados Unidos en Caracas. Uno de los hechos más infames fue el Asalto al Tren del Encanto que saldo con 5 Guardias nacionales asesinados.
La FALN fracasó en reunir a los pobres rurales y en interrumpir las elecciones de diciembre de 1963, Betancourt comento que para el la guerrilla representaba "un arroz con pollo, pero sin pollo" refiriéndose al hecho de que estas no contaban con apoyo campesino. Después de numerosos ataques, finalmente arrestó a los miembros del Congreso del MIR y del Partido Comunista de Venezuela (PCV). Quedó claro que Fidel Castro había estado armando a los rebeldes, por lo que Venezuela protestó ante la Organización de Estados Americanos (OEA).

#### Asalto al Tren del Encanto
El gobierno de Rómulo Betancourt, en respuesta al asalto al Tren del Encanto, intervino en el Congreso Nacional y encarceló, a pesar de su inmunidad parlamentaria, a los miembros de los partidos de izquierda que formaban parte de las fracciones parlamentarias, el PCV y el MIR, entre ellos: los hermanos Gustavo y Eduardo Machado, Jesús Faría, Pompeyo Márquez, Domingo Alberto Rangel, Simón Sáez Mérida, Jesús María Casal Montbrum y Jesús Villavicencio. En los siguientes días apresaron a Pedro Ortega Díaz y Guillermo García Ponce. Jesús María Casal fue desterrado en 1966, exiliándose en Italia.